# Isaac Schneersohn
Pour les articles homonymes, voir Schneersohn.
Isaac Schneersohn (Kamianets-Podilskyï, le 14 mars 1879 ou 1881 - Paris 16e, le 24 juin 1969), est un rabbin et industriel juif de Russie, arrivé en France après la Révolution russe. Il est surtout connu pour son travail d'archiviste, initié à Grenoble en 1943, c.-à-d. au cœur de la Seconde Guerre mondiale, afin de documenter les persécutions contre le peuple juif qui menacent d'en effacer jusque l'existence.
Son centre de documentation, relocalisé dans le quartier du Marais après la Libération, devient le Centre de documentation juive contemporaine (CDJC). Il en conserve la direction jusqu'à sa mort, et sera le rédacteur en chef de sa Revue.

## Biographie
Né à Kamenetz-Podolsk en 1879 ou en 1881, au sein de dynastie hassidique Habad-Loubavitch, Isaac Schneersohn devient rabbin à l'âge de seize ans et demi, et officie comme rabbin de la couronne (en) à Gorodnia puis à Chernigov. 
Il s'éloigne progressivement du milieu hassidique pour embrasser les affaires et la politique, influencé par la Haskala, mouvement de modernisation intellectuelle juive. Dans une Russie tsariste marquée par les pogromes et le numerus clausus limitant l'accès des Juifs à l'université, il rejoint le parti constitutionnel démocratique, convaincu de pouvoir servir plus efficacement les droits civiques des Juifs. Il siège alors comme maire adjoint de Riazan et membre du conseil municipal,.
Fuyant les bouleversements de la révolution russe, Isaac Schneersohn s'installe en France en 1920,. Naturalisé, il devient administrateur délégué de la Société anonyme de Travaux métalliques (SATM), sise 10 rue Marbeuf à Paris. Parallèlement, il tient un salon, fréquenté par de nombreuses figures de la vie intellectuelle juive, dont Chaim Weizmann, Marc Chagall ou encore Vladimir Jabotinsky, affirmant son adhésion au sionisme révisionniste de ce dernier. Il accueille aussi des cousins, dont Menachem Mendel Schneerson, futur Rebbe de Loubavitch dont la voie académique pourrait avoir été influencée par les fils d'Isaac, étudiant tous à l'École spéciale des travaux publics, du bâtiment et de l'industrie.
Pendant la Seconde Guerre mondiale à laquelle ses trois fils prennent part en tant qu'officiers de l'armée française, Isaac Schneersohn qui a été dessaisi de ses avoirs et fonctions en vertu des lois sur l'aryanisation, se réfugie avec sa famille à Bordeaux, puis à Mussidan (où il rencontre vraisemblablement le rabbin et historien David Feuerwerker), et, enfin, à Grenoble, en zone italienne. 
Comprenant l'urgence de documenter les persécutions en temps réel et apprenant que des associations juives en faisaient de même isolément, il les réunit à son domicile pour « amasser des preuves et des archives, constituer des dossiers aisément accessibles, préparer le travail des historiens ». Participent à cette réunion Léon Poliakov, dont il a fera son secrétaire, le philosophe Jacob Gordin, et une quarantaine de délégués d'organisations juives, pour la plupart originaires de l'ancien Empire russe, et familiers des méthodes d'archivage du YIVO dont Schneersohn entend s'inspirer. Cependant le centre connaît des commencements difficiles : beaucoup jugent prioritaire d'œuvrer pour la survie des Juifs, et l'invasion allemande de la zone italienne en septembre 1943, interrompt les travaux du comité. 
Après la Libération en 1944, Schneersohn regagne Paris. Le Centre de documentation juive contemporaine (CDJC) est alors officiellement fondé, à Paris dans le Pletzl, au centre de la vie juive avant la guerre. Poliakov parvient à mettre la main sur les archives du Commissariat général aux questions juives, de l'ambassade d'Allemagne à Paris, de l'état-major et, surtout, du service antijuif de la Gestapo, ainsi que sur beaucoup de documents présentés au Tribunal international de Nuremberg,,.

## Héritage
Dès 1945, le Centre de Documentation Juive Contemporaine (CDJC) publie plusieurs ouvrages fondamentaux sur la condition des Juifs en France sous l'Occupation, devenant une source majeure pour les historiens de la Seconde Guerre mondiale et de la Shoah. En 1946, Isaac Schneersohn est nommé président du CDJC tandis que son fils Arnold en devient le trésorier à titre honorifique. 
Le 25 mars de cette année, il sollicite le Ministère de l'Information pour autoriser légalement le Bulletin du CDJC, qui deviendra Le Monde juif. Il en assure la direction jusqu'à sa mort, en 1969.
Proche de David Feuerwerker, Schneersohn veille à associer chercheurs, survivants et autorités aux cérémonies annuelles du CDJC, contribuant à l’intégration de la mémoire juive dans le récit national. Le 8 octobre 1958, il reçoit la Croix de Chevalier de la Légion d'honneur, remise par René Cassin . De l’avis d’Éric de Rothschild, sans l’action d’Isaac Schneersohn,

« Bien des procès auraient été perdus, […] bien des livres n’auraient pas été écrits ou l’auraient été bien plus tard […], à une époque extrêmement difficile où le silence, la gêne étaient le lot des déportés survivants. »

L’« archiviste de l'esprit contre la bureaucratie de la barbarie » meurt à Paris le 25 juin 1969, à l'âge de 88 ans,.

## Publications
- De Drancy à Auschwitz, avec Georges Wellers -  (1946) Paris : Éditions du Centre. (OCLC 458932152)
- Activités des organisations juives en France sous l'occupation - (1947) Paris : Ed. du Centre. (OCLC 313311271)
- L'étoile jaune, avec Léon Poliakov, J. Godart - (1949) Paris : Éditions du Centre de documentation juive contemporaine (Impr. des Éditions polyglottes). (OCLC 459556534)
- La persécution des juifs dans les pays de l'Est présentée à Nuremberg : recueil de documents, avec Henri Monneray; René Cassin et Telford Taylor - (1949) Nuremberg, Germany. Paris : Éditions du Centre. (OCLC 490644866)
- Les juifs sous l'occupation italienne, avec Léon Poliakov, P. Hosiasson, J. Godart - (1955). CDJC; Paris : Ed́itions du Centre. (OCLC 490535438)
- Dix ans après la chute de Hitler (1945-1955), avec René Cassin; J M Machover - (1957)  Paris : Éditions du Centre de documentation juive contemporaine (Impr. des Éditions polyglottes), (OCLC 461240459)
- Le Seder des 32 otages : l'histoire des otages en Russie pendant la première guerre mondiale et la lutte pour leur libération - (1966) Paris : Centre de Documentation Juive Contemporaine. (OCLC 13909240)
- D'Auschwitz à Israël, vingt ans après la Libération - (1968) Paris, C.D.J.C.. (OCLC 1949208) (OCLC 313379406)
- (yi) Lebn un kamf fun jidn in tzarišn Rusland, 1905-1917. (La vie et lutte des juifs en Russie tsariste) - (1968). (OCLC 164671895)

## Distinctions
- Chevalier de la Légion d'honneur